# Neostrotia linda
Neostrotia linda är en fjärilsart som beskrevs av Jones 1914. Neostrotia linda ingår i släktet Neostrotia och familjen nattflyn. Inga underarter finns listade i Catalogue of Life.